# Aphodius didactylioides
Aphodius didactylioides là một loài bọ cánh cứng trong họ Scarabaeidae. Loài này được Bordat miêu tả khoa học năm 1988.